# NBL 1980
Die NBL 1980 war die 2. Austragung der australasischen National Basketball League. Die mit zwölf Teams aus Australien ausgetragene Meisterschaft begann am 2. Februar 1980 und endete am 15. Juni 1980. Im Finale konnte sich die St. Kilda Saints gegen die West Adelaide Bearcats in einem Spiel durchsetzen und damit ihren zweiten Meistertitel erringen.

## Modus
Jedes Team trägt in der regulären Saison elf Heim- und Auswärtsspiele aus. Die Spielzeit beträgt 2 × 20 Minuten. Es wird ohne eine Dreipunktelinie gespielt. Die in der Endtabelle auf den Plätzen 1 bis 4 stehenden Teams qualifizieren sich für das Halbfinale der Playoffs. Dabei treten der der erste gegen den vierten und der zweite gegen den dritten an. Die zwei Sieger ziehen ins Finale ein. Alle Playoff-Runden werden in einem Spiel entschieden, wobei das besser gesetzte Team Heimrecht genießt.

## Tabelle
Abschlusstabelle nach Ende der Hauptrunde
- Für das Play-off Halbfinale qualifiziert

| Pl.  | Team                      | Spiele | Siege | Niederlagen | Siegquote | Punkte+ | Punkte- | Punktedifferenz | Heimbilanz | Auswärtsbilanz |
| ---- | ------------------------- | ------ | ----- | ----------- | --------- | ------- | ------- | --------------- | ---------- | -------------- |
| 01.  | St. Kilda Saints          | 22     | 17    | 5           | 77,27 %   | 2109    | 1886    | +223            | 9:2        | 8:3            |
| 02.  | West Adelaide Bearcats    | 22     | 17    | 5           | 77,27 %   | 1941    | 1773    | +168            | 10:1       | 7:4            |
| 03.  | Brisbane Bullets          | 22     | 15    | 7           | 68,18 %   | 1928    | 1780    | +148            | 9:2        | 6:5            |
| 04.  | Nunawading Spectres       | 22     | 14    | 8           | 63,64 %   | 1660    | 1580    | +80             | 8:3        | 6:5            |
| 05.  | Illawarra Hawks           | 22     | 13    | 9           | 59,09 %   | 1798    | 1790    | +8              | 5:6        | 8:3            |
| 06.  | Newcastle Falcons         | 22     | 13    | 9           | 59,09 %   | 1828    | 1794    | +34             | 6:5        | 7:4            |
| 07.  | Canberra Cannons          | 22     | 11    | 11          | 50,00 %   | 1661    | 1631    | +30             | 8:3        | 3:8            |
| 08.  | Launceston Casino City    | 22     | 9     | 13          | 40,91 %   | 1863    | 1889    | −26             | 6:5        | 3:8            |
| 09.  | Coburg Giants             | 22     | 7     | 15          | 31,82 %   | 1727    | 1740    | −13             | 5:6        | 2:9            |
| 010. | City of Sydney Astronauts | 22     | 7     | 15          | 31,82 %   | 1717    | 1908    | −191            | 5:6        | 2:9            |
| 011. | West Torrens Eagles       | 22     | 6     | 16          | 27,27 %   | 1707    | 1940    | −233            | 6:5        | 0:11           |
| 012. | Bankstown Bruins          | 22     | 3     | 19          | 13,64 %   | 1721    | 1949    | −228            | 2:9        | 1:10           |

## Play-offs

### Modus
Die in der Endtabelle auf den Plätzen 1 bis 4 stehenden Teams qualifizieren sich für das Halbfinale der Playoffs. Dabei treten der der erste gegen den vierten und der zweite gegen den dritten an. Die zwei Sieger ziehen ins Finale ein. Alle Playoff-Runden werden in einem Spiel entschieden, wobei das besser gesetzte Team Heimrecht genießt.

### Spiele
|  | Halbfinale | Halbfinale          | Halbfinale             |    |                        | Finale           | Finale | Finale |
|  |            |                     |                        |    |                        |                  |        |        |
|  | 1          | St. Kilda Saints    | 101                    |    |                        |                  |        |        |
|  | 4          | Nunawading Spectres | 77                     |    |                        |                  |        |        |
|  | 4          | Nunawading Spectres | 77                     |    | 1                      | St. Kilda Saints | 113    |        |
|  |            |                     |                        |    | 1                      | St. Kilda Saints | 113    |        |
|  |            | 2                   | West Adelaide Bearcats | 88 |                        |                  |        |        |
|  | 2          | 2                   | West Adelaide Bearcats | 88 | West Adelaide Bearcats | 101              |        |        |
|  | 2          |                     |                        |    |                        | 101              |        |        |
|  | 3          | Brisbane Bullets    | 94                     |    |                        |                  |        |        |

## Individuelle Auszeichnungen
- Most Valuable Player der regulären Saison (Andrew Gaze Trophy): Rocky Smith (St. Kilda Saints)
- Best Defensive Player (Damian Martin Trophy): Ray Wood (West Adelaide Bearcats)
- Coach of the Year (Lindsay Gaze Trophy): Barry Barnes (Nunawading Spectres)
- All-NBL First Team:
  - Cal Stamp (Canberra Cannons)
  - Danny Morseu (St. Kilda Saints)
  - Brian Banks (Brisbane Bullets)
  - Herb McEachin (Canberra Cannons)
  - Ian Davies (Launceston Casino City)
  - Ken Richardson (West Adelaide Bearcats)